# África do Sul nos Jogos Olímpicos de Verão de 2012
A África do Sul foi representado nos Jogos Olímpicos de Verão de 2012, na cidade de Londres, no Reino Unido, de 27 de julho a 12 de agosto de 2012.

## Medalhas
| Atleta                                                  | Esporte   | Evento                    | Medalha |
| ------------------------------------------------------- | --------- | ------------------------- | ------- |
| Caster Semenya                                          | Atletismo | 800 m feminino            | Ouro    |
| Cameron van der Burgh                                   | Natação   | 100 m peito masculino     | Ouro    |
| Chad le Clos                                            | Natação   | 200 m borboleta masculino | Ouro    |
| James Thompson Matthew Brittain John Smith Sizwe Ndlovu | Remo      | Quatro sem leve masculino | Ouro    |
| Chad le Clos                                            | Natação   | 100 m borboleta masculino | Prata   |
| Bridgitte Hartley                                       | Canoagem  | K-1 500 m feminino        | Bronze  |

## Desempenho

### Atletismo
Masculino
Ofentse Mogawane se lesionou em um acidente durante o revezamento 4x400 metros. Em uma apelo, a África do Sul conseguiu substituir Mogawane com Louis Van Zyl. Oscar Pistorius fez história ao virar o primeiro atleta com as duas pernas amputadas a participar dos Jogos Olímpicos.
| Atleta            | Evento              | Preliminar  | Preliminar | Quartos-de-final | Quartos-de-final | Meias-finais | Meias-finais | Final     | Final   |
| Atleta            | Evento              | Marca       | Posição    | Marca            | Posição          | Marca        | Posição      | Marca     | Posição |
| ----------------- | ------------------- | ----------- | ---------- | ---------------- | ---------------- | ------------ | ------------ | --------- | ------- |
| Anaso Jobodwana   | 200 m               | 20s46 Q     | 2º/bat. 2  |                  |                  | 20s27 Q      | 2º/bat. 2    | 20s69     | 8º      |
| Oscar Pistorius   | 400 m               | 45s44 Q     | 2º/bat. 1  | 46s54            | 8º/bat. 2        | Não avançou  | Não avançou  |           |         |
| André Olivier     | 800 m               | 1min46s42 Q | 3º/bat. 7  | 1min45s44        | 5º/bat. 3        | Não avançou  | Não avançou  |           |         |
| Lehann Fourie     | 110 m com barreiras | 13s49 Q     | 2º/bat. 4  | 13s28 q          | 3º/bat. 3        | 13s53        | 7º           |           |         |
| Cornel Fredericks | 400 m com barreiras | 52s29       | 3º/bat. 3  | Não avançou      | Não avançou      | Não avançou  | Não avançou  |           |         |
| Louis Van Zyl     | 400 m com barreiras | 50s31       | 5º/bat. 6  | Não avançou      | Não avançou      | Não avançou  | Não avançou  |           |         |
| Lusapho April     | Maratona            |             |            |                  |                  |              |              | 2min19s00 | 43º     |
| Stephen Mokoka    | Maratona            | 2min19s52   | 49°        |                  |                  |              |              |           |         |
| Coolboy Ngamole   | Maratona            | DNF         | DNF        |                  |                  |              |              |           |         |

### Canoagem de velocidade
A África do Sul tem 3 vagas garantidas para os seguintes eventos, todas conseguidas no All-Africa Games, realizado do dia 5 ao dia 8 de setembro de 2011:
- K-1 200 m masculino
- C-1 1000 m masculino
- K-1 200 m feminino

### Ciclismo Mountain Bike
A África do sul tem vaga para um atleta, que ainda será escolhido, nas competições masculina e feminina do ciclismo mountain bike.

### Halterofilismo(1 atleta)
Masculino
| Atleta      | Evento | Arranque (kg) | Arremesso (kg) | Total (kg) | Posição |
| ----------- | ------ | ------------- | -------------- | ---------- | ------- |
| Jean Greeff | -94kg  | 137,0         | 176,0          | 317,0      | 20º     |

### Hóquei sobre a grama
As equipes feminina e masculina de hóquei sobre a grama da África do Sul conseguiram a vaga depois de vencerem a modalidade feminina e masculina da qualificatória africana, realizada em Bulawayo, no Zimbábue, do dia 2 ao dia 11 de setembro de 2011.

### Futebol
Feminino
| Equipe | Equipe | Fase de grupos                        | Fase de grupos | Quartas                | Semifinal              | Final                  | Pos. |
| Equipe | Equipe | Adversário e resultado                | Pos.           | Adversário e resultado | Adversário e resultado | Adversário e resultado | Pos. |
| --- | --- | ------------------------------------- | -------------- | ---------------------- | ---------------------- | ---------------------- | ---- |
| Roxanne Barker Robyn Moodaly Nothando Vilakazi Amanda Sister Janine van Wyk Zamadosi Cele Leandra Smeda Kylie Louw Amanda Dlamini | Marry Ntsweng Noko Matlou Portia Modise Gabisile Hlumbane Sanah Mollo Refiloe Jane Mpumi Nyandeni Andiwise Mgcoyi Thokozile Mndaweni | SWE Suécia D 1-4 CAN Canadá JPN Japão |                |                        |                        |                        |      |

### Natação
Masculino
| Atletas         | Evento       | Eliminatórias | Eliminatórias | Semifinal   | Semifinal   | Final       | Final       |
| Atletas         | Evento       | Tempo         | Posição       | Tempo       | Posição     | Tempo       | Posição     |
| --------------- | ------------ | ------------- | ------------- | ----------- | ----------- | ----------- | ----------- |
| Gideon Louw     | 50 m livre   | 22s12 Q       | 11º           | 21s92       | 9º          | Não avançou | Não avançou |
| Roland Schoeman | 50 m livre   | 21s92 Q       | 5º            | 21s88 Q     | 7º          | 21s80       | 6º          |
| Chad le Clos    | 400 m medley | 4min12s24 Q   | 2º            |             |             | 4min12s42   | 5º          |
| Riaan Schoeman  | 400 m medley | 4min17s22     | 19º           | Não avançou | Não avançou |             |             |

Feminino
| Atletas           | Evento       | Eliminatórias | Eliminatórias | Semifinal   | Semifinal   | Final       | Final       |
| Atletas           | Evento       | Tempo         | Posição       | Tempo       | Posição     | Tempo       | Posição     |
| ----------------- | ------------ | ------------- | ------------- | ----------- | ----------- | ----------- | ----------- |
| Karin Prinsloo    | 200 m livre  | 1min59s24     | 20º           | Não avançou | Não avançou | Não avançou | Não avançou |
| Wendy Trott       | 400 m livre  | 4min11s63     | 22º           |             |             | Não avançou | Não avançou |
| Wendy Trott       | 800 m livre  | 8min28s98     | 12º           | Não avançou | Não avançou |             |             |
| Karin Prinsloo    | 200 m costas | 2min10s34 Q   | 13º           | 2min11s42   | 16º         | Não avançou | Não avançou |
| Suzaan van Biljon | 100 m peito  | 1min07s54 Q   | 12º           | 1min07s68   | 11º         | Não avançou | Não avançou |
| Suzaan van Biljon | 200 m peito  | 2min25s94 Q   | 9º            | 2min23s21 Q | 5º          | 2min23s72   | 7º          |
| Katheryn Meaklim  | 200 m medley | 2min15s25     | 24º           | Não avançou | Não avançou | Não avançou | Não avançou |
| Katheryn Meaklim  | 400 m medley | 4min43s46     | 16º           |             |             | Não avançou | Não avançou |

### Remo
Remadores sul-africanos se classificaram para as Olimpíadas nas seguintes provas:
- Quatro sem leve masculino - quatro remadores - vaga conquistada após o 5º lugar na final B da prova no Campeonato Mundial de Remo, realizado em Bled, na Eslovênia.
- Dois sem feminino - duas remadoras - vaga conquistada também no Campeonato Mundial, após as remadoras terminarem em 6 lugar da Final A.

### Tiro
Masculino
| Atleta         | Evento               | Qualificação | Qualificação | Final       | Final       | Posição |
| Atleta         | Evento               | Placar       | Posição      | Placar      | Total       | Posição |
| -------------- | -------------------- | ------------ | ------------ | ----------- | ----------- | ------- |
| Alistair Davis | Fossa olímpica dublê | 132          | 15º          | Não avançou | Não avançou | 15º     |

### Tiro com arco(1 atleta)
| Atleta        | Prova               | Rodada de classificação | Rodada de classificação | Ronda dos 64                         | Ronda dos 32           | Ronda dos 16           | Quartos-finais         | Semifinais             | Final                  | Final       |
| Atleta        | Prova               | Placar                  | Pos.                    | Adversário e resultado               | Adversário e resultado | Adversário e resultado | Adversário e resultado | Adversário e resultado | Adversário e resultado | Pos.        |
| ------------- | ------------------- | ----------------------- | ----------------------- | ------------------------------------ | ---------------------- | ---------------------- | ---------------------- | ---------------------- | ---------------------- | ----------- |
| Karen Hultzer | Individual feminino | 631                     | 46º                     | ITA P. Lionetti D 0-2, 0-2, 2-0, 0-2 | Não avançou            | Não avançou            | Não avançou            | Não avançou            | Não avançou            | Não avançou |

### Triatlo
| Atleta          | Evento    | Natação (1,5 km) | Ciclismo (40 km) | Corrida (10 km) | Tempo total | Posição |
| --------------- | --------- | ---------------- | ---------------- | --------------- | ----------- | ------- |
| Richard Murray  | Masculino | 18m11            | 59m38            | 30m25           | 1h49m15     | 17º     |
| Gillian Sanders | Feminino  | 20m07            | 1h06m03          | 36m18           | 2h02m28     | 19º     |
| Kate Roberts    | Feminino  | 20m03            | 1h07m55          | 34m48           | 2h02m46     | 22º     |